# 21485 Аш
21485 Аш (21485 Ash) — астероїд головного поясу, відкритий 20 квітня 1998 року.
Тіссеранів параметр щодо Юпітера — 3,538.